# Петухов, Сергей Георгиевич
Серге́й Гео́ргиевич Петухо́в (род. 22 февраля 1956, Москва) — советский и российский тренер-хореограф по фигурному катанию на коньках и артист балета. Заслуженный артист РСФСР. Тренер спортивной сборной команды Российской Федерации по фигурному катанию на коньках.

## Биография
Сергей Георгиевич Петухов родился 22 февраля 1956 году.
Он тренер-хореограф по фигурному катанию на коньках и артист балета.
Петухов Сергей Георгиевич – тренер спортивной сборной команды Российской Федерации по фигурному катанию на коньках федерального государственного бюджетного учреждения «Центр спортивной подготовки сборных команд России», город Москва.

### Ученики
Александр Абт, Наталья Романюта, Алексей Тихонов, Виктория Максюта и многие другие.

## Награды
- Заслуженный артист РСФСР.
- Лауреат премии города Москвы 2022 года в области физической культуры и спорта[2]:
  - Премия присуждена Указом Мэра Москвы Сергеем Семёновичем Собяниным «за большой вклад в развитие фигурного катания на коньках в городе Москве и подготовку высококвалифицированных спортсменов».

## Личная жизнь
Проживает в Москве.